# Eculizumab
L'eculizumab (Soliris™, Alexion Pharmaceuticals) és un anticòs monoclonal creat a través d'hibridomes murins que actua capturant en el torrent sanguini a la proteïna C5 del sistema del complement, bloquejant d'aquesta forma l'escissió enzimàtica de la mateixa en les subunitats C5a i C5b, i aturant per tant el procés de destrucció cel·lular mitjançat per la part terminal del complement. El fàrmac s'ha mostrat efectiu en el tractament de l'hemoglobinúria paroxística nocturna (HPN).
L'Eculizumab va ser aprovat per aquesta indicació als Estats Units per la Food and Drug Administration (FDA) al març de 2007 i posteriorment per l'EMEA al juny del mateix any, en tots dos casos amb la consideració de medicament orfe, essent el primer medicament que ha rebut l'aprovació per procediment ràpid per part de les autoritats europees. Es comercialitza a Espanya des del febrer de 2008.
L'eculizumab realitza la seva funció terapèutica unint-se a dues unitats de C5 per cada una d'eculizumab, evitant així que l'enzim C5 convertasa -format per la unió d'altres subunitats de proteïnes del complement proximal- realitzi la seva funció catalitzadora, evitant-se la hidròlisi de la proteïna C5 en C5a i C5b, i posterior formació de l'anomenat complex d'atac de membrana (CAM), per unió de les proteïnes C6, C7, C8 i C9 del complement terminal a la subunitat C5b.

## En la HPN
La contínua exposició al CAM dels eritròcits de les persones afectades per la HPN -deficitaris en la proteïna CD59 que els protegeix- produeix la lisi intravascular d'aquests, resultant en una anèmia altament discapacitant, amb unes característiques diferenciadores respecte d'altres anèmies. La depleció de l'haptoglobina i l'òxid nítric intravasculars per part de l'hemoglobina alliberada en torrent sanguini pels eritròcits lisats condueixen als malalts a un cúmul de símptomes -variables segons els individus- entre els quals destaquen:
- Dolors abdominals i disfàgia per espasmes (per la vasoconstricció per la depleció de NO)
- Trombofília (propensió als fenòmens trombòtics, en el cas de l'HPN predominantment abdominals)
- Disfunció erèctil en els homes (per la vasoconstricció per la depleció de NO, efecte contrari al que produeix el sildenafil)
- Hemoglobinúria (orina molt fosca per la presència d'hemoglobina no filtrada pels ronyons)

Donat l'origen de l'HPN -una mutació somàtica i permanent en les cèl·lules mare hematopoètiques que fa que els eritròcits i altres cèl·lules sanguínies no estiguin protegits contra l'atac del mateix sistema del complement-, i el mecanisme d'acció de l'eculizumab -la captura de les molècules de la constantment produïda proteïna C5 en el torrent sanguini- fa que l'eculizumab sigui un fàrmac que s'ha d'administrar de per vida.
Donada la vida mitjana de l'anticòs, el règim de manteniment esdevé en una perfusió cada 14 dies (± 2 dies).

## Altres característiques i potencials usos
El mecanisme d'acció li confereix unes característiques interessants:
- Es respecta la funcionalitat de la part proximal del sistema del complement, essencials per a l'opsonització de microorganismes i l'eliminació d'immunocomplexes.
- Els efectes adversos són molt poc freqüents i lleugers, tot i que cal una vacunació profilàctica obligada contra la infecció per Neisseria meningitidis, patogen encapsulat causant de la meningitis meningocòccica que s'ha evidenciat en sèries històriques recurrent en individus amb dèficit congènit d'alguna de les proteïnes del complement -del C5 endavant- en la cascada de reacció.

A conseqüència de l'anterior, està en estudi el seu ús en altres patologies cursades per l'activació de la part distal del complement, com pot ser -per via inhalada- en alguns casos d'asma resistents als corticoides, la miastènia gravis, la neuropatía multifocal motora, la síndrome hemolítica urèmica atípica i d'altres.